# 222P/LINEAR
La comète LINEAR, officiellement 222P/LINEAR, est une comète périodique du système solaire, découverte le 7 décembre 2004 par le programme LINEAR.